# Orthosia mediomacula
Orthosia mediomacula là một loài bướm đêm trong họ Noctuidae.